# Haku (Rasuwa)
Haku – gaun wikas samiti w środkowej części Nepalu w strefie Bagmati w dystrykcie Rasuwa. Według nepalskiego spisu powszechnego z 2001 roku liczył on 449 gospodarstw domowych i 2506 mieszkańców (1194 kobiet i 1312 mężczyzn).